# Santu Lussurgiu
Santu Lussurgiu – miejscowość i gmina we Włoszech, w regionie Sardynia, w prowincji Oristano.
Według danych na rok 2004 gminę zamieszkiwało 2665 osób, 26,9 os./km². Graniczy z Abbasanta, Bonarcado, Borore, Cuglieri, Norbello, Paulilatino, Scano di Montiferro i Seneghe.